# Археологический музей Диона
Археологический музей Диона (греч. Αρχαιολογικό Μουσείο Δίου) — музей, расположенный на территории древнего города Дион в Пиерии, Центральная Македония, Греция.

## Дион
Дион, расположенный на северном склоне священной для всех жителей древних греческих государств горы Олимп, был культурным и религиозным центром македонян. Раскопки, начатые в 1973 году Аристотелевым университетом Салоник под руководством профессора Димитриоса Пандермалис, продолжаются по сегодняшний день.
Дион вместе с древней столицей македонян Эги (Вергина), последующей столицей Македонии, городом Пелла и сегодняшней столицей, городом Салоники, составляют историческое и туристическое Кольцо Македонии.
Известный греческий археолог Андроникос Манолис в своём труде «Греческое сокровище» пишет:
Находки Пеллы ранее и находки Вергины, Диона и Синда сегодня, однозначно коренным образом изменили не только наши знания, но и позицию по отношению к македонянам и Македонии, которая по существу являлась неизвестной, почти таинственной страницей древней греческой истории.
.

## Музей
Музей был основан в 1983 году для хранения и демонстрации находок, раскопанных в районе укреплённого города, стоявшего здесь с VI века до н. э. по V век н. э..
Часть экспонатов музея была найдена при раскопках на Олимпе и более обширной территории нома Пиерия.
Раскопки на археологической площадке начались в 1973 году и ещё далеки от завершения. Музей содержит также много экспонатов римского периода, включая статуи, архитектурные элементы, надгробные памятники, монеты, и многие другие объекты, обнаруженные в некрополях и святилищах и термах древнего города. Водному органу, статуям Дионисоса, Исиды и Афродиты Иполимпии и Дочерей Асклипиоса уделено особое внимание.

## Расположение экспонатов
На первом этаже музея расположен ряд значительных статуй, включая статую Диониса, Дочерей Асклипиоса и многие другие находки, раскопанные в древних термах. Жертвенные статуи Исиды и Афродиты Иполимпии, были раскопаны в святилище Исиды. Музей также содержит значительные экспонаты из некрополя, включая погребальные приношения найденные в македонских гробницах, а также обширную коллекцию деревянных фигур.
На первом этаже также выставлены экспонаты, найденные в первых христианских базиликах, и значительную коллекцию монет. Монеты включают золотой Статер Филиппа II, с головой Аполлона и гонкой колесниц, и серебряную тетрадрахму Александра Великого и голову Геракла и Зевса Олимпийского.
Верхний этаж музея отведён находкам, дающим значительную информацию о ежедневной жизни людей древнего Диона, с предметами использованными ими в ежедневной жизни, и также много статуй и экспонатов из окружающего Дион региона. Музей содержит большую коллекцию амфор и ваз, древних ключей и замков и инструмента для обработки камня. Значительное число мозаик было обнаружено также в здании получившего имя «Дом Диониса». Выделяется экспонат получивший имя «Мозаика Диониса». Однако отдельное внимание и отдельный зал на верхнем этаже предоставлен, «гидравлису» или водному органу, который является первым органом этого рода найденным в Греции и самым старым найденным по сегодняшний день где либо в мире. Герон из Александрии и Витрувий описывали подобный орган.
Представлена также каменная плита с союзным договором. македонского базилевса (царя) Филиппа V с гражданами города Лисимахия, Фракия (греч. Λυσιμάχεια (Θράκης)).

## Галерея
- Внешний вид
- Внутренний вид музея
- Археологическая площадка
- Термы древнего Диона
- Колоны на площадке древнего Диона
- Святилище Деметры
- Бюст философа
- Мозаика найденная в “Доме Диониса”
- Статуя греческой богини Гигиея (1-й век)
- Статуя греческого бога Диониса
- Дочери Асклепия